# Sarcodraba dusenii
Sarcodraba dusenii är en korsblommig växtart som först beskrevs av Otto Eugen Schulz, och fick sitt nu gällande namn av Al-shehbaz. Sarcodraba dusenii ingår i släktet Sarcodraba och familjen korsblommiga växter. Inga underarter finns listade i Catalogue of Life.